# Lagorchestes conspicillatus
Espèce
Statut de conservation UICN

 LC  : Préoccupation mineure
Répartition géographique
Le wallaby-lièvre à lunettes (Lagorchestes conspicillatus; en anglais : le Spectacled Hare-wallaby ou  le Mala) est un  macropodidae vivant en Australie. 
On le trouve dans la moitié nord de l'Australie dans les régions de prairies à tussock ou spinifex. On peut le rencontrer du Queensland à l'Australie-Occidentale. C'est un animal solitaire, nocturne, herbivore, beaucoup plus grand que les autres espèces du même genre. Son pelage est gris brun avec les extrémités dorées et un cercle orange autour des yeux ce qui lui a valu son nom. Il construit son nid dans la végétation. Quand il se sent menacé, il s'enfuit en zigzaguant. Il a une portée d'un petit par an qui devient adulte vers l'âge de un an.